# مركز ريع مصيدة
ريع مصيدة مركز سعودي يتبع محافظة العيدابي الواقعة في منطقة جازان. 

## سبب التسمية
جاء في لسان العرب في معنى كلمة (ريع): والرِّيعُ: السَّبيل، سُلِكَ أَو لم يُسْلَك؛ قال: كظهْرِ التُّرْسِ ليس بِهِنَّ رِيعُ. والرِّيعُ والرَّيْع: الطريق المُنْفَرِج عن الجبل؛ عن الزَّجاج، وفي الصحاح: الطريق ولم يقيد؛ ومنه قول المُسيَّب بن عَلَس: في الآلِ يَخْفِضُها ويَرْفَعُها رِيعٌ يَلُوح، كأَنه سَحْلُ شبَّه الطريق بثوب أَبيض. وقوله تعالى: أَتَبْنُون بكل رِيعٍ آية، وقرئ: بكل رَيْع؛ قيل في تفسيره: بكل مكان مرتفع. قال الأَزهري: ومن ذلك كم رَيْعُ أَرضك أَي كم ارتفاع أَرضك؛ وقيل: معناه بكل فج، والفَجُّ الطَّريق المُنْفَرِج في الجبال خاصَّة، وقيل: بكل طريق. وهي كذلك كالسبيل المتسع بين جبلين فمن الشمال جبال الحشر ومن الجنوب والشرق قد احتضنتها جبال بني مالك وقمم أخرى و«ريع مصيدة» هي التي قال عنها العقيلي معرفاً لها في كتابه (المعجم الجغرافي لمنطقة جازان) (ريع: وبعضهم يسميه (رياع): واد صغير ينزل من أحد جوانب جبل مصيدة وهو من روافد وادي جورا. وتقع المباني الحديثة على ضفاف هذا الوادي الذي يشقها غرباً ليصب في وادي جورا الكبير.

## نبذة
يأتي مركز ريع مصيدة في المرتبة الثالثة من ناحية الأهمية في محافظة العيدابي، من حيث الموقع وعدد السكان ومستوى الخدمات إذ يوجد بها مجمع حكومي تعليمي للبنين ليشمل جميع المدارس لتوفير بنية نموذجية. وتتميز ريع مصيدة بوفرة المياه ومحاصيلها الزراعية، وتعد مسلك رئيسي لكل من يمر عليها.
تبعد عن مركز بلغازي بحوالي عشرة كيلو مترات إلى الشمال من محافظة الدائر بني مالك وتحتضنها مرتفعات بلغازي الشرقية والشمالية والغربية، كما يشقها وادي (ريع) الهابط من مرتفعات (مصيدة) العليا، وهي الآن تعد مركزاً حضرياً لبقية القرى المعتلية قمم الجبال في تلك الناحية، وقد بدأت الحركة العمرانية بالنهوض فيها إذ لجأ إليها عدد كبير من سكان القرى البعيدة عن الخدمات خصوصاً أنه اتجه غالبية الأهالي إلى الوظائف الحكومية تاركين الزراعة لكبار السن ومن لم يترك مدرجاته من الأهالي في بعض النواحي من القطاع. تم تأمين الخدمات الأساسية لريع مصيدة كشبكة الكهرباء والمياه ولا تنقصها إلا الخدمة الهاتفية وتحسين بعض شبكات الطرق.